# چارلز راسل

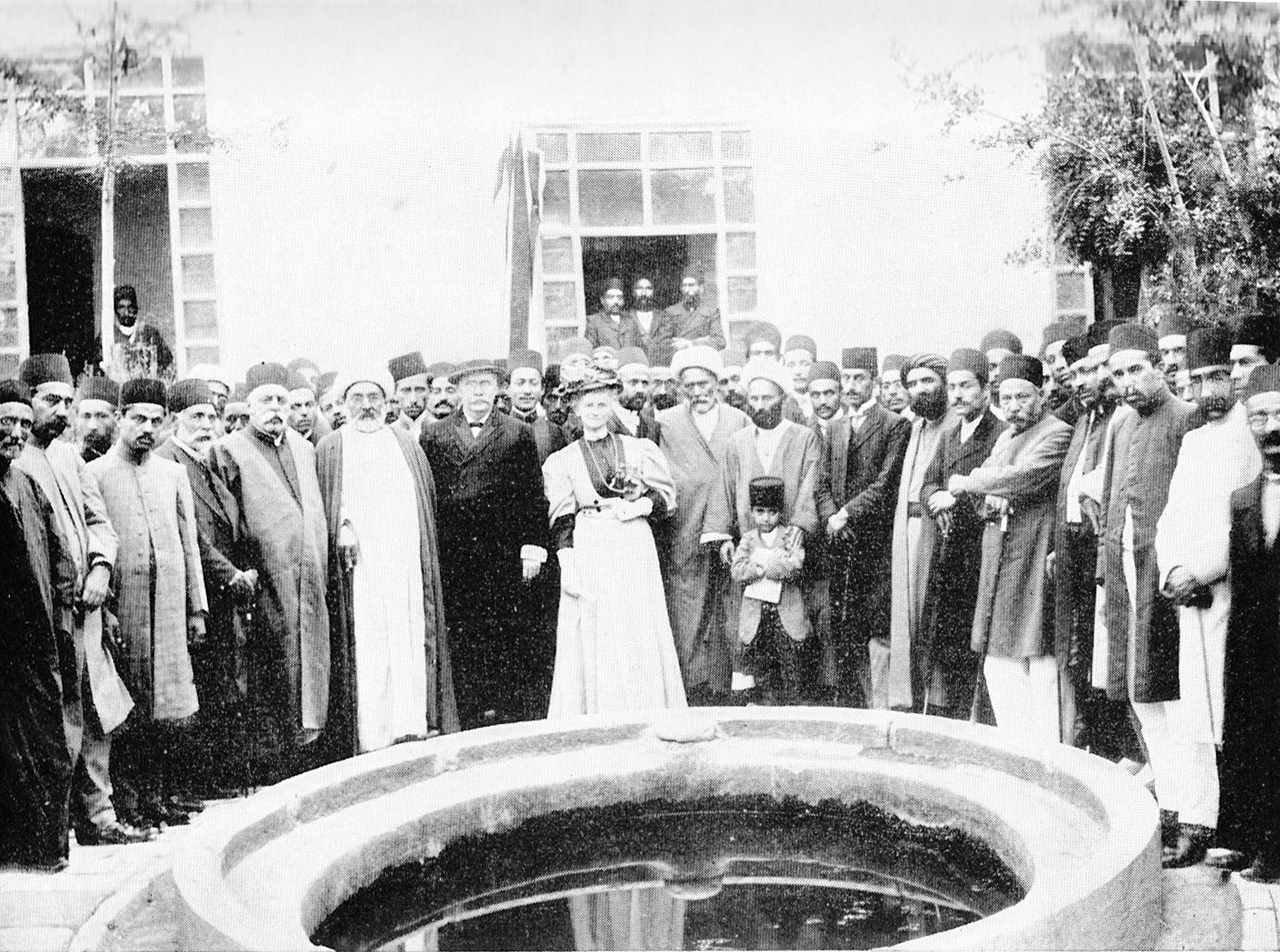
چارلز راسل و همسرش در تهران در سال ۱۹۰۹ میلادی. روحانیون و مقامات دولتی نیز در این تصویر دیده می‌شوند.

چارلز ولز راسل (به انگلیسی: Charles Wells Russell) متولد ۱۰ مارس ۱۸۵۶ در ویرجینیای باختری، پانزدهمین دیپلمات رسمی کشور آمریکا در ایران بود.
همسرش لیلیا جیمز مازبی (۱۸۴۹-۱۹۲۸) بود که او نیز به تهران آمد.
بین ۱۹۰۹ تا ۱۹۱۴ بالاترین مقام دولتی آمریکا در ایران بود.